# Nyctemera kondeka
Nyctemera kondeka är en fjärilsart som beskrevs av Swinhoe 1903. Nyctemera kondeka ingår i släktet Nyctemera och familjen björnspinnare. Inga underarter finns listade i Catalogue of Life.